# Antonius Maria Claret

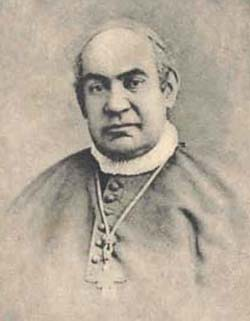

De heilige Antonius Maria Claret (Sallent, provincie Barcelona, 23 december 1807 - Abdij Sainte-Marie de Fontfroide, Frankrijk, 24 oktober 1870) was een Spaanse bisschop en ordestichter.
In 1835 werd hij tot priester gewijd.
Ter ondersteuning van zijn doelen stichtte hij in 1849 de Broederschap van de Zonen van het Onbevlekt Hart van Maria C.M.F. (de claretijnen).
Daarna werkte hij op de Canarische Eilanden en vervolgens op Cuba, waar hij in 1850 aartsbisschop van het diocees Santiago de Cuba werd. Deze bisschopszetel was daarvoor meer dan 60 jaar onbezet geweest. In Cuba stichtte hij de vrouwelijke tak van de claretijnen: de claretinessen, de zusters onderwijzeressen van de Onbevlekte Maria. In 1857 keerde hij terug naar Spanje en was hij de biechtvader van koningin Isabella II. Toen Isabella in 1868 werd afgezet, vluchtte Claret en trok zich terug in een klooster in Frankrijk.
Hij stierf op weg naar het Eerste Vaticaans Concilie.
Op 25 mei 1934 werd hij door paus Pius XI zalig en op 7 mei 1950 door paus Pius XII heilig verklaard.
Zijn feestdag is 24 oktober.
- Biblioteca Nacional de Chile: 000037198
- Biblioteca Nacional de España: XX882195
- Bibliothèque nationale de France: cb122155833 (data)
- Gemeinsame Normdatei: 11867627X
- International Standard Name Identifier: 0000 0001 1044 4172
- Library of Congress Control Number: n50041132
- Nationale bibliotheek van Australië: 61541149
- Nationale Bibliotheek van Israël: 987007406023805171
- Nationale Bibliotheek van Polen: a0000001178091
- Nederlandse Thesaurus van Auteursnamen: 086688022
- Réseau des bibliothèques de Suisse occidentale: 02-A003109020
- Istituto Centrale per il Catalogo Unico: CFIV027750
- SNAC: w6bv8sdg
- Système universitaire de documentation: 030816653
- Trove: 1843041
- Virtual International Authority File: 22191698
- WorldCat: E39PBJbGV8pPtBRMWThfGKcwYP